# El bulto
El bulto és una pel·lícula mexicana de l'any 1991 dirigida per Gabriel Retes.

## Sinopsi
Lauro (Gabriel Retes), un fotògraf liberal e esquerrana que cobreix per a un periòdic de Ciutat de Mèxic la Matança del Dijous de Corpus del 10 de juny de 1971, és fortament colpejat per paramilitars afavorits pel govern mexicà i queda en estat de coma. Desperta després de 20 anys, quan Alba (Delia Casanova), la seva dona s'ha casat amb un altre home i els seus fills, Sonia (Gabriela Retes), i Daniel (Juan Claudio Retes), llavors petits ja són adults.
A Lauro li costa molta feina adaptar-se a aquest nou món que ara li toca viure, ha d'acostumar-se a la nova cultura, la tecnologia i veure als seus amics convertits en professionals i no en els joves liberals d'esquerra que va conèixer. Per a la seva família i amics tampoc és fàcil rebre a un complet desconegut que transmet les seves frustracions de manera agressiva als quals ho envolten.
Gabriel Retes aprofita l'obertura dels mitjans i del govern mexicà per a acostar a les noves generacions a fets passats que abans eren censurats, en aquest cas la Matança del Dijous de Corpus o El Halconazo. D'altra banda, la pel·lícula retrata la transformació de la societat mexicana, diferent a com la recordava abans de caure en coma. Mostrar com una part de la població canvia els seus ideals i són absorbits per «el sistema» vigent al moment de despertar.

## Repartiment
- Gabriel Retes és Lauro, el Bulto.
- Héctor Bonilla és Alberto.
- Gabriela Retes és Sonia.
- Juan Claudio Retes és Daniel.
- Lourdes Elizarrarás és Adela.
- José Alonso és Toño.
- Delia Casanova és Alba.
- Cecilia Camacho és Valeria.
- Lucila Balzaretti (mare del Director Gabriel Retes) és Elena, l'àvia.
- Luis Felipe Tovar és el Dr. Alfonso
- Paloma Robles és Isabel.

## Premis
- Guanyadora del Premi Ariel a la Millor edició (Saúl Aupart)

## Nominacions
Nominacions al Premi Ariel en les categories: 
- Co actuació masculina (Juan Claudio Retes)
- Actriu de quadre (Delia Casanova)
- Música de fons (Pedro Plascencia Salinas)